# Cesny-aux-Vignes-Ouézy
Cesny-aux-Vignes-Ouézy – miejscowość i gmina we Francji, w regionie Normandia, w departamencie Calvados.
Według danych na rok 1990 gminę zamieszkiwały 532 osoby, a gęstość zaludnienia wynosiła 61 osób/km² (wśród 1815 gmin Dolnej Normandii Cesny-aux-Vignes-Ouézy plasuje się na 417. miejscu pod względem liczby ludności, natomiast pod względem powierzchni na miejscu 593.).